# Комітет інгуської незалежності
Комітет інгуської незалежності (скорочено КІН; інг. Ğalğay Kortamuq̇alen Komitet) — організація з інгуських мігрантів в Туреччині, головною ціллю якої є здобуття незалежності Інгушетії від Російської Федерації.

## Політика
В Декларації від 7 січня 2023 року було заявлено, що КІН засуджує анексію Криму, та вважає Крим територією України, також комітет засуджує російське вторгнення в Україну, також комітет заявив, що інгуський народ непричетний до злочинів, які скоїла Російська імперія, РФ та СРСР.
Комітет вважає не прийнятим знаходитись у складі міжнародно визнаної спонсором тероризму держави, що може потягнути за собою репутаційні та інші наслідки для інгуського народу в майбутньому — йдеться в документі декларації.
20 квітня 2023 року КІН заявив про створення Визвольної Армії Інгушетії.
Комітет інгуської незалежності також є учасником Форуму Вільних Народів Постросії.
3 травня 2024 року, за повідомленням Радіо Свобода, Міністерство юстиції Росії внесло КІН до списку небажаних організацій.

## Цілі
Серед цілей названих КІН в Декларації від 7 січня 2023 року зазначалося:
- консолідувати інгуське суспільство навколо ідеї незалежності та свободи;
- донести голос прихильників незалежності Інгушетії всьому світу;
- створити міцну основу для заснування інгуської Держави;
- зберегти релігійну та культурну ідентичність, не допустити асиміляції інгуського народу Росією;
- не допустити ще одного обману інгуського народу, та насилля, яке здійснюється російською владою;
- добитись міжнародного визнання геноциду інгуського народу в 1944 році та етнічних чисток в 1992 році в Пригородному районі[2].

Також КІН не визнає зміни кордонів Інгушетії в 2018 році, і відхиляє пропозицію чеченського уряду у вигнанні, яка передбачає об'єднання двох держав у Республіку Північного Кавказу, якби вони були незалежними.